# Escola cabalística de Girona
L'Escola cabalística de Girona era un cercle d'estudiosos de la càbala i del misticisme jueu arrelada a la Girona medieval. Liderada per Bonastruc ça Porta, s'estructurava al voltant del call de Girona, especialment en la zona de l'antiga Via Augusta romana. Alguns autors importants del grup van ser Ishaq el Cec, Ašer ben David i Mošé ben Nahman. L'activitat de l'escola, de caràcter conservador, va concentrar-se entre els segles X i xiv.